# 斯圖爾特鎮區 (內布拉斯加州霍爾特縣)
斯圖爾特鎮區（英語：Stuart Township）是位於美國內布拉斯加州霍爾特縣的一個行政鎮區。

## 地方資料
斯圖爾特鎮區的面積為349.45平方千米，當中陸地面積為349.06平方千米，而水域面積為0.39平方千米。根據2020年美國人口普查的數據，當地共有人口799人，而人口密度為每平方千米2.29人。